# Kocunar
Kocunar (ili Kacunar) je splitski gradski kotar. Najmanji je splitski kotar s 0,17 km². 

## Položaj
Gradski kotar "Kocunar" omeđen je:
- sa sjevera: Ulicom Domovinskog rata od spajanja sa Solinskom cestom do križanja sa Zagorskim putem;

- s istoka: Zagorskim putem od križanja s Velebitskom ulicom do spajanja s Ulicom Domovinskog rata;

- s juga: Velebitskom ulicom od križanja sa Solinskom cestom do spajanja sa Zagorskim putem;

- sa zapada: Solinskom cestom od križanja s Velebitskom ulicom do spajanja s Ulicom Domovinskog rata.

## Povijest
Kocunar je naziv slavenskog podrijetla i prvi put se spominje u popisu kaptolskih zemalja iz 12. stoljeća pod imenima "Cazzanaro, Cuzzunaro, Cazzonar", a u oporuci ser Petra Ivanova iz 14. stoljeća kao "Coconarium", dok je u posjedima Bratovšine Sv. Duha iz 1391. naveden kao "Cozunar". Etimologija imena je nepoznata.

## Znamenitosti
- crkva svetog Luke

## Vanjske poveznice
- Kocunar na stranicama grada Splita

|  | Portal Hrvatske – Pristup člancima s tematikom o Hrvatskoj. |